# Arno Gruen
Arno Gruen (26 de Maio de 1923, Berlim - 20 Outubro de 2015, Zurique) foi um psicólogo e psicanalista helvético-alemão.
Gruen emigrou para os Estados Unidos, ainda em criança, em 1936. Completou os estudos de Psicologia na Universidade de Nova Iorque. Treinou psicanálise com Theodor Reik. Arno Gruen foi professor  em variadas escolas, incluindo 17 anos como professor de Psicologia na Rutgers University. Desde 1979 vive e trabalha na Suíça. Largamente publicitado na Alemanha, o seu primeiro livro traduzido em inglês – A Traição do Eu – foi publicado pela Grove Press em 1988.

## Obras
- Autonomy and Identification: The Paradox of their Opposition. The International Journal of Psychoanalysis, Vol. 49 1968 (4), p. 648; 1968
- The Betrayal of the Self (New York: Grove Press, 1988). ISBN 0-8021-1017-7
- The Insanity of Normality: Understanding Human Destructiveness (Berkeley: Human Development Books, 2007). ISBN 978-0-9669908-4-3
- Falsos deuses - no original Falsche götter